# Étang-sur-Arroux
 Étang-sur-Arroux  es una población y comuna francesa, en la región de Borgoña, departamento de Saona y Loira, en el distrito de Autun y cantón de Saint-Léger-sous-Beuvray.

## Demografía
| 1587 | 1524 | 1567 | 1760 | 1835 | 1836 |
| Para los censos de 1962 a 1999 la población legal corresponde a la población sin duplicidades (Fuente: INSEE [Consultar]) |      |      |      |      |      |